# ラヌース

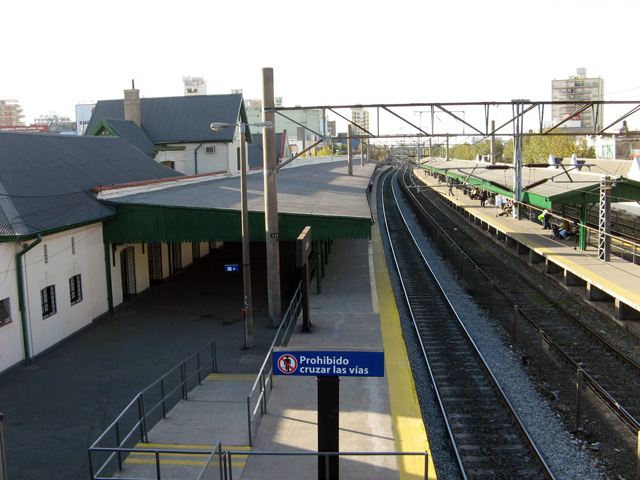
ラヌース駅

ラヌース(スペイン語: Lanús, スペイン語発音: [laˈnus])は、アルゼンチンのブエノスアイレス州にある都市である。大ブエノスアイレス都市圏のラヌース・パルティードの政庁所在地であり、首都ブエノスアイレス市のすぐ南に位置している。2010年の国勢調査による市の人口は212,152人であり、パルティード全体の人口は453,500人である。
鉄道はロカ線がブエノスアイレスのプラサ・コンスティトゥシオン駅からラヌース駅を経由しラプラタ市やエセイサ方面に伸びている。工業都市であり、皮なめし工場、野菜や果物の缶詰工場の他に、化学製品、重火器、織物、製紙、皮革、ゴム製品、針金、裁縫、油製品、潤滑油などの工場がある。大ブエノスアイレス都市圏最大規模の医療施設であるエバ・ペロン総合医療センターがあり、また市内にはいくつかの実業学校が立地している。スポーツクラブのCAラヌースが本拠地を置き、特にサッカー部門が知られている。
ギジェルモ・ガエベレールによって町の基本設計がなされ、1888年10月20日にヘネラル・パス村（パス将軍村）として建設された。都市名は19世紀中ごろのアルゼンチン内戦で幾多の戦いに勝利したホセ・マリア・パス将軍の功績を称えており、最初に建設された通りや広場にもパス将軍の名前が使用されている。死去する1888年まで当地を所有したアナカルシス・ラヌースに敬意を表し、1955年に現在の市名に改名された。

## 出身著名人

### 音楽関係者
- グスタボ・コルデーラ – ロックミュージシャン。ラヌース生まれ。
- アリエル・ゴンサーレス – ロックミュージシャン、作詞家、編曲家。ラヌース生まれ。
- マルセラ・モレーノ – ラテン歌手、作曲家。ラヌース生まれ。
- ババソニコス - ロックバンド「ババソニコス」のメンバーはラヌース生まれである。
- リカルド・モンタネール – ラテン歌手。ラヌース生まれ。
- エドゥアルド・ロビーラ – 音楽家。ラヌース生まれ。

### スポーツ関係者
- ディエゴ・マラドーナ – サッカー選手。ラヌース生まれ。
- アドリアン・リッキウティ – サッカー選手。ラヌースに生まれ、カルチョ・カターニアなどでプレーした。
- ガストン・フェルナンデス – サッカー選手。ラヌース生まれ。
- ワルテル・モンティージョ – サッカー選手。ラヌースに生まれ、クルゼイロECなどでプレーした。

### その他
- フランシスコ・アルバレス(1892-1960) – 映画俳優。短期間ラヌースに居住し、当地で死去した。
- セルヒオ・オルギン – 作家、ジャーナリスト、編集者。ラヌースで育ち、「ラヌース」というタイトルの小説を書いた。
- フリエ・ゴナスロ – 女優。ラヌース生まれ。